# Хрбоки
Хрбоки (хорв. Hrboki) — населений пункт у Хорватії, в Істрійській жупанії у складі громади Барбан.

## Населення
Населення за даними перепису 2011 року становило 179 осіб.
Динаміка чисельності населення поселення:

## Клімат
Середня річна температура становить 13,66 °C, середня максимальна – 26,98 °C, а середня мінімальна – -0,11 °C. Середня річна кількість опадів – 933 мм.
| Клімат поселення                              | Клімат поселення | Клімат поселення | Клімат поселення | Клімат поселення | Клімат поселення | Клімат поселення | Клімат поселення | Клімат поселення | Клімат поселення | Клімат поселення | Клімат поселення | Клімат поселення | Клімат поселення |
| Показник                                      | Січ.             | Лют.             | Бер.             | Квіт.            | Трав.            | Черв.            | Лип.             | Серп.            | Вер.             | Жовт.            | Лист.            | Груд.            |                  |
| Середній максимум, °C                         | 10,36            | 10,77            | 13,61            | 16,95            | 22,09            | 26,34            | 26,98            | 26,84            | 22,18            | 17,56            | 12,71            | 9,74             |                  |
| Середня температура, °C                       | 5,12             | 5,52             | 8,37             | 11,70            | 16,86            | 21,10            | 23,51            | 23,36            | 18,70            | 14,10            | 9,24             | 6,29             |                  |
| Середній мінімум, °C                          | −0,11            | 0,30             | 3,14             | 6,47             | 11,62            | 15,88            | 20,04            | 19,90            | 15,25            | 10,63            | 5,77             | 2,82             |                  |
| Норма опадів, мм                              | 75               | 61               | 67               | 71               | 62               | 72               | 50               | 75               | 87               | 109              | 116              | 88               |                  |
| Середньомісячна швидкість вітру, м/с          | 2.87             | 3.10             | 3.14             | 3.02             | 2.70             | 2.59             | 2.57             | 2.57             | 2.72             | 2.97             | 3.20             | 3.12             |                  |
| Середньомісячна сонячна радіація, кДж/м²·день | 4512             | 7401             | 10752            | 15328            | 19632            | 21384            | 22127            | 19299            | 14202            | 9192             | 4989             | 3861             |                  |
| --------------------------------------------- | ---------------- | ---------------- | ---------------- | ---------------- | ---------------- | ---------------- | ---------------- | ---------------- | ---------------- | ---------------- | ---------------- | ---------------- | ---------------- |
| Джерело:                                      |                  |                  |                  |                  |                  |                  |                  |                  |                  |                  |                  |                  |                  |